# Kfz-Kennzeichen (Tschechien)
In Tschechien sind derzeit Kfz-Kennzeichen in zwei verschiedenen Systemen in Gebrauch. Zum einen das seit 1960 verwendete tschechoslowakische System und zum anderen die 2001 eingeführten tschechischen Schilder. Diese zeigen die Region (kraj) an; doch ist dies nur für die Erstzulassung relevant, da die Fahrzeuge das Kennzeichen auch beim Umzug der Halter oder bei Verkauf in eine andere Region obligatorisch behalten.

## Aktuelles System ab 2001

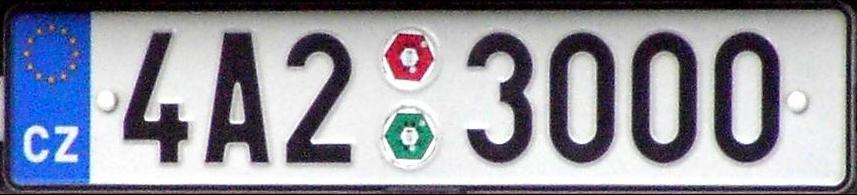
Aktuelles Kfz-Kennzeichen seit 2004, hier A = Prag

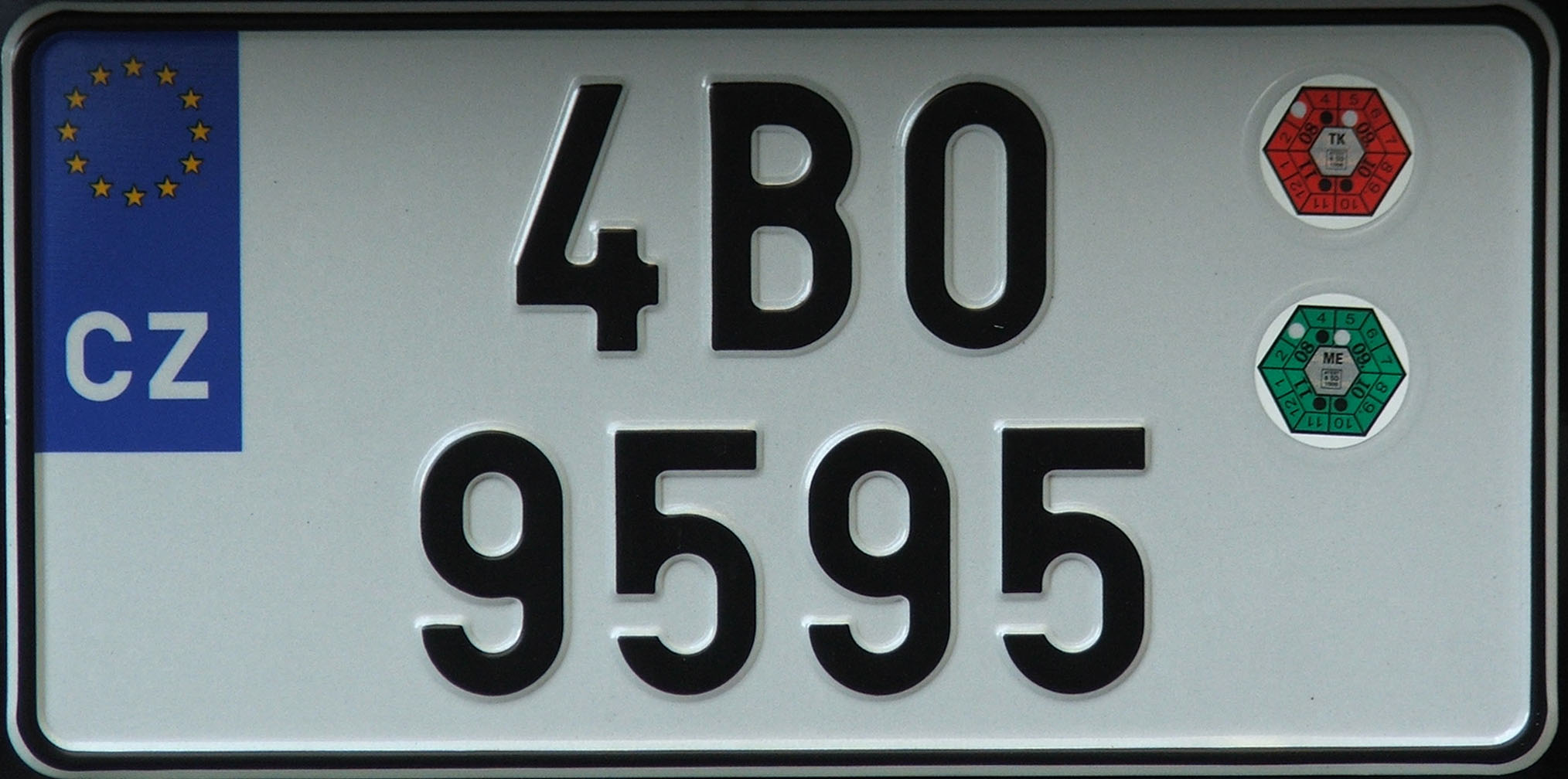
Zweizeiliges Kennzeichen

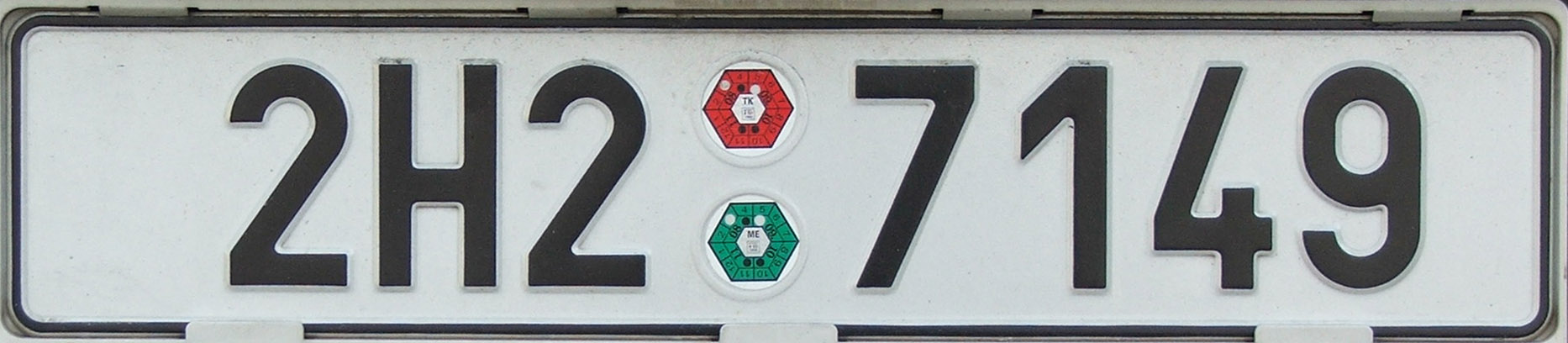
Kennzeichen zwischen 2001 und 2004

Karte mit Regionen

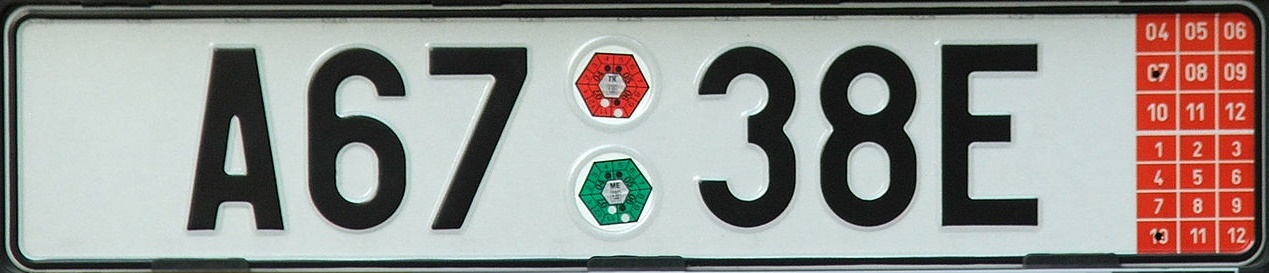
Exportkennzeichen

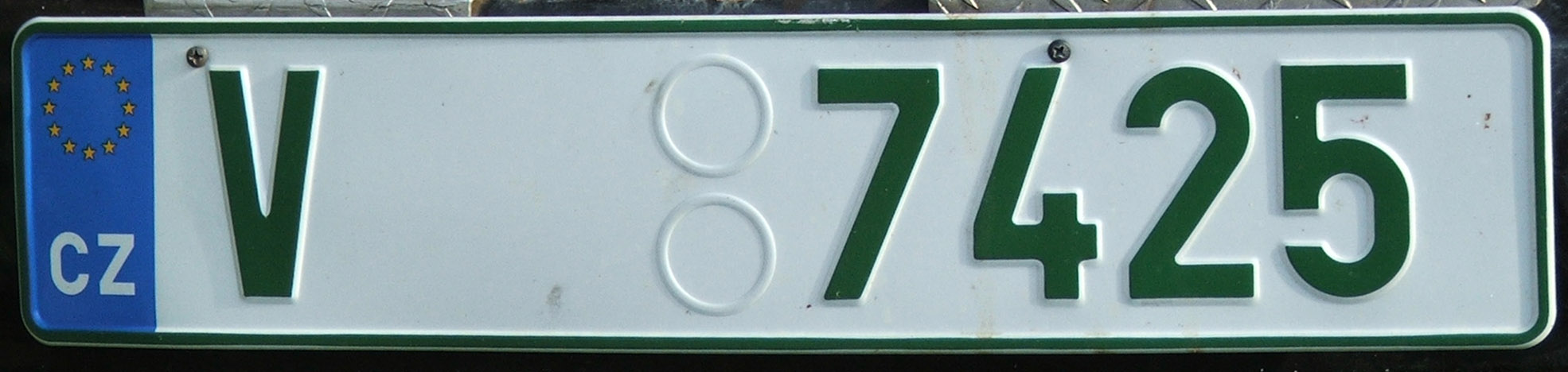
Kennzeichen für historische Fahrzeuge (2004–2006)

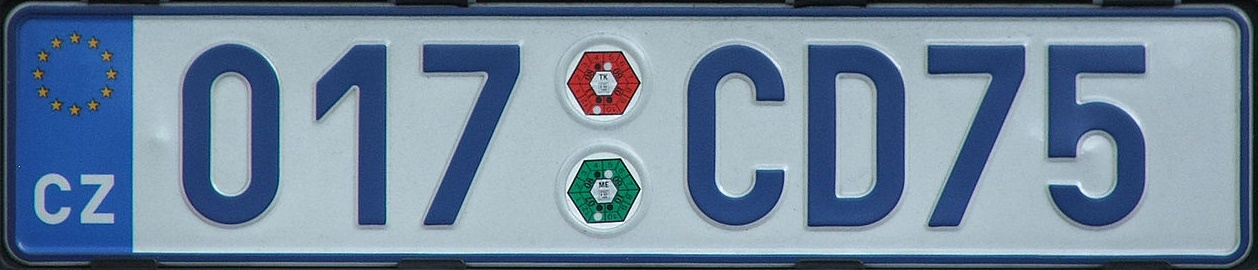
Diplomatenkennzeichen seit 2004

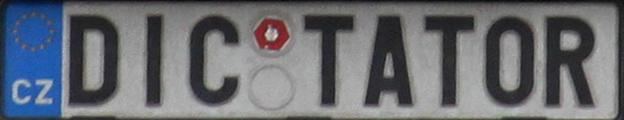
Wunschkennzeichen

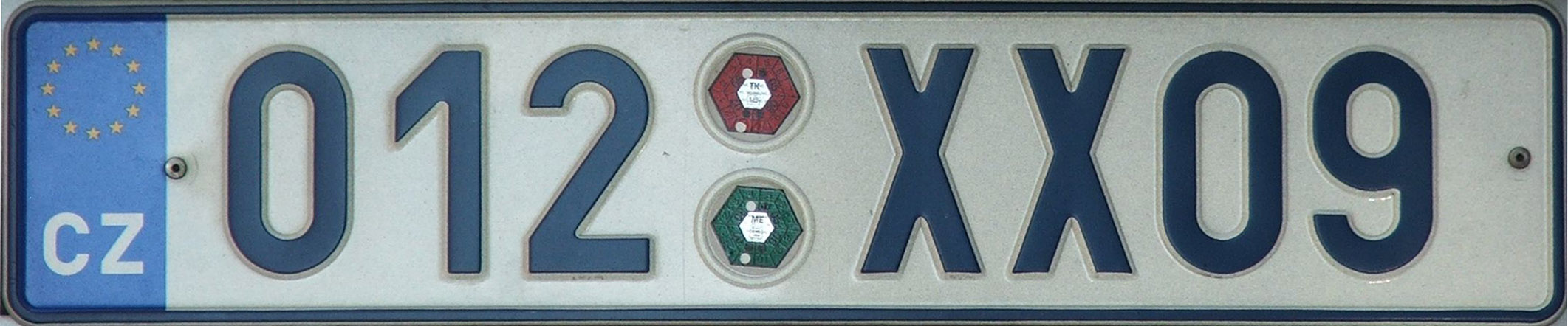
Kennzeichen für techn. Personal

Das aktuelle tschechische Kennzeichensystem wurde 2001 eingeführt. Die Kennzeichen beginnen mit einer Kombination aus drei Zeichen, wobei der (erste) Buchstabe die Region (tschechisch Kraj) bezeichnet. Danach folgt eine vierstellige laufende Nummer. Hintere Nummernschilder zeigen zwischen den beiden Blöcken zudem zwei Prüfplaketten.

Ursprünglich wurde für den ersten Block eine Kombination aus Ziffer-Buchstabe-Ziffer verwendet. In Prag wurde Ende 2008 jedoch die Kombination 9A9 9999 erreicht, sodass seither Kennzeichen mit einem weiteren Serienbuchstaben ausgegeben werden, beginnend mit 1AA 0000. Im Jahr 2009 folgte die Mittelböhmische Region mit den Kennzeichen 1SA 0000 ff., im Jahr 2014 die Südmährische Region mit 1BA 0000 ff., im Jahr 2015 die Mährisch-Schlesische Region mit 1TA 0000 ff., im Jahr 2019 die Aussiger Region mit 1UA 0000 ff., im Jahr 2024 die Südböhmische Region mit 1CA 0000 ff und im Jahr 2025 die Pilsener Region mit 1PA 0000 ff. Somit gibt es für jede Region (Kraj) insgesamt über drei Millionen Kombinationsmöglichkeiten.

Weil in Prag nunmehr auch die Kombinationen im Schema 1AA 0000 zur Neige gingen, wird seit Herbst 2023 ein drittes Schema ausgegeben: nach 9AZ 9999 folgte 1AA A000 ff.
Für Zweiräder werden Kennzeichen ausgegeben, bei denen der erste Teil aus Platzgründen lediglich aus einer Ziffer und einem Buchstaben besteht.
Seit dem Beitritt zur Europäischen Union 2004 befindet sich am linken Rand des Kennzeichens ein blaues Band mit dem Nationalitätszeichen CZ und den europäischen Sternen und zählt damit zu den Kfz-Kennzeichen mit EU-Kennung. Ältere Schilder zeigen keine weitere Symbolik.

### Kürzel
| Kürzel | Kraj                 | Verwaltungssitz  | deutscher Name              |
| ------ | -------------------- | ---------------- | --------------------------- |
| A      | Hlavní město Praha   | Praha            | Hauptstadt Prag             |
| B      | Jihomoravský kraj    | Brno             | Südmährische Region         |
| C      | Jihočeský kraj       | České Budějovice | Südböhmische Region         |
| E      | Pardubický kraj      | Pardubice        | Pardubitzer Region          |
| H      | Královéhradecký kraj | Hradec Králové   | Königgrätzer Region         |
| J      | Kraj Vysočina        | Jihlava          | Region Hochland             |
| K      | Karlovarský kraj     | Karlovy Vary     | Karlsbader Region           |
| L      | Liberecký kraj       | Liberec          | Reichenberger Region        |
| M      | Olomoucký kraj       | Olomouc          | Olmützer Region             |
| P      | Plzeňský kraj        | Plzeň            | Pilsner Region              |
| S      | Středočeský kraj     | Praha            | Mittelböhmische Region      |
| T      | Moravskoslezský kraj | Ostrava          | Mährisch-Schlesische Region |
| U      | Ústecký kraj         | Ústí nad Labem   | Aussiger Region             |
| Z      | Zlínský kraj         | Zlín             | Zliner Region               |

### Kennzeichenarten
Export-Kennzeichen
Fahrzeuge, die aus Tschechien exportiert werden, besitzen weiße Schilder, die am rechten Rand ein rotes Feld mit der Gültigkeitsangabe zeigen. Sie bestehen aus einem Buchstaben, zwei mal zwei Ziffern und einem E. Bei diesen Kennzeichen fehlt der blaue Balken am linken Rand.
Kennzeichen für Elektrofahrzeuge
Für Fahrzeuge mit elektrischem Antrieb werden Kennzeichen mit den Lettern EL zu Beginn vergeben.
Besondere Kennzeichen
Es existieren weiterhin diverse Kennzeichen mit grüner Schrift. Sie zeigten von 2001 bis 2006 einen Buchstaben und vier Ziffern. Seitdem erscheinen vor dem Buchstaben zwei weitere Ziffern, die die Region kodieren. Ein V (für veterán) kennzeichnet historische Fahrzeuge, während Testkennzeichen ein F aufweisen. Anderweitige temporäre Kennzeichen zeigen den Buchstaben der jeweiligen Region.
Wunschkennzeichen
Seit Beginn des Jahres 2016 können Fahrzeughalter ein Wunschkennzeichen beantragen. Allerdings dürfen dabei die Buchstaben G, CH, O, Q und W nicht verwendet werden. Für ein Nummernschild fällt eine zusätzliche Gebühr von 5000 Kronen (ca. 200 Euro) an – pro Fahrzeug also rd. 400 Euro.
Diplomatenkennzeichen
Diplomatenkennzeichen zeigen seit 2004 dunkelblaue Schrift auf weißem Grund. Sie beginnen mit einer dreistelligen Zahl gefolgt von den Buchstaben CD für das Corps Diplomatique, XX für technisches Personal oder HC für Honorarkonsule. Es folgen weitere zwei Ziffern. Die Schilder geben keine Auskunft über die Herkunft.
Kennzeichen der Streitkräfte
Die Systematik der militärischen Kennzeichen wurde vom alten System der Tschechoslowakei übernommen. Allenfalls das optische Erscheinungsbild wurde über die Jahre mehrfach leicht abgeändert. Die Schilder weisen lediglich Ziffern auf. In der Regel wird das Muster 123 45-67 verwendet. Ältere Nummernschilder lassen Rückschlüsse auf das Baujahr des Fahrzeugs zu, indem man zu den ersten beiden Ziffern die Zahl 50 addiert, z. B. 312 45-87 = Baujahr 1981 (31+50). Bei Einsatzfahrzeugen der Armee ist der Hintergrund des Schildes gelb, bei anderen Fahrzeugen der Streitkräfte und bei der Militärpolizei (vojenská policie) weiß.

## Altes System (1960–2001)

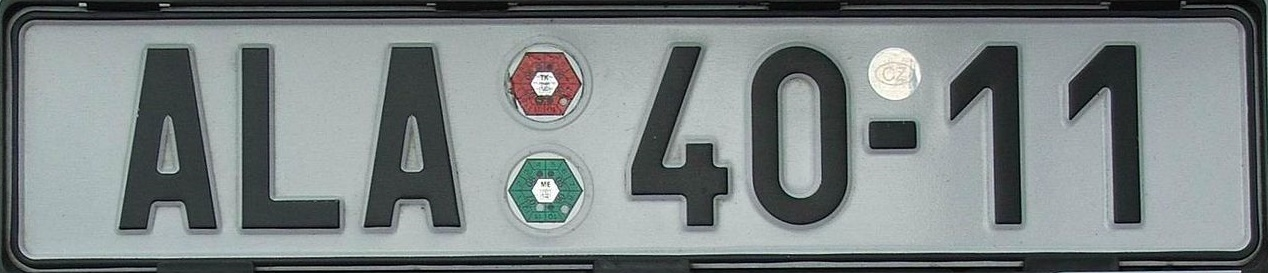
Altes Kfz-Kennzeichen der Tschechischen Republik, hier A = Prag (1994–2001)

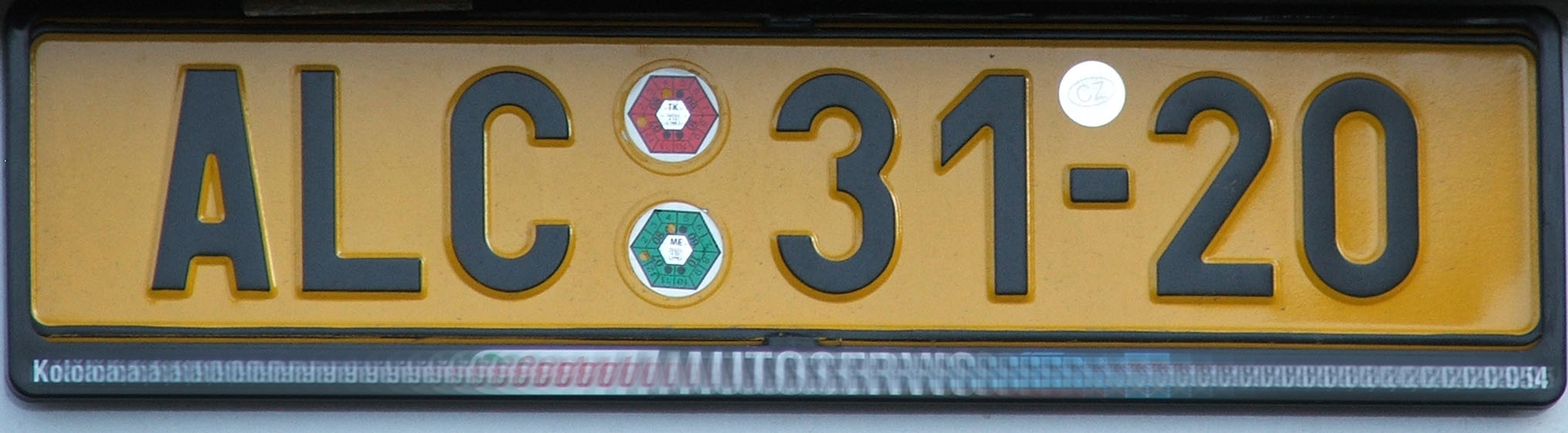
Altes kommerzielles Kennzeichen, ebenfalls Prag (1994–2001)

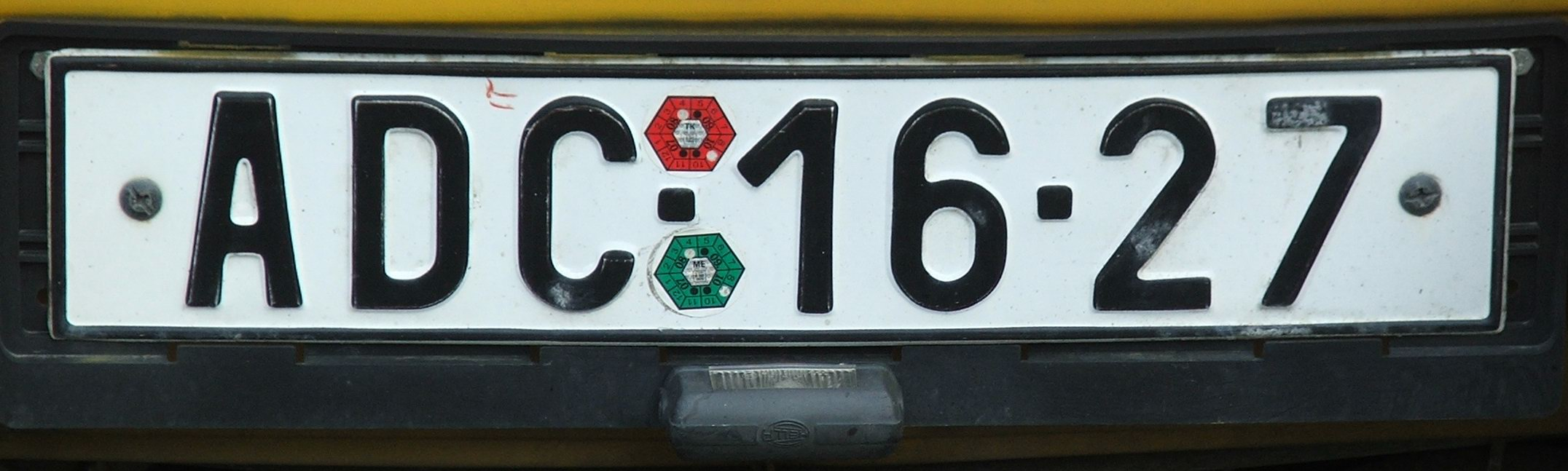
Version bis 1986

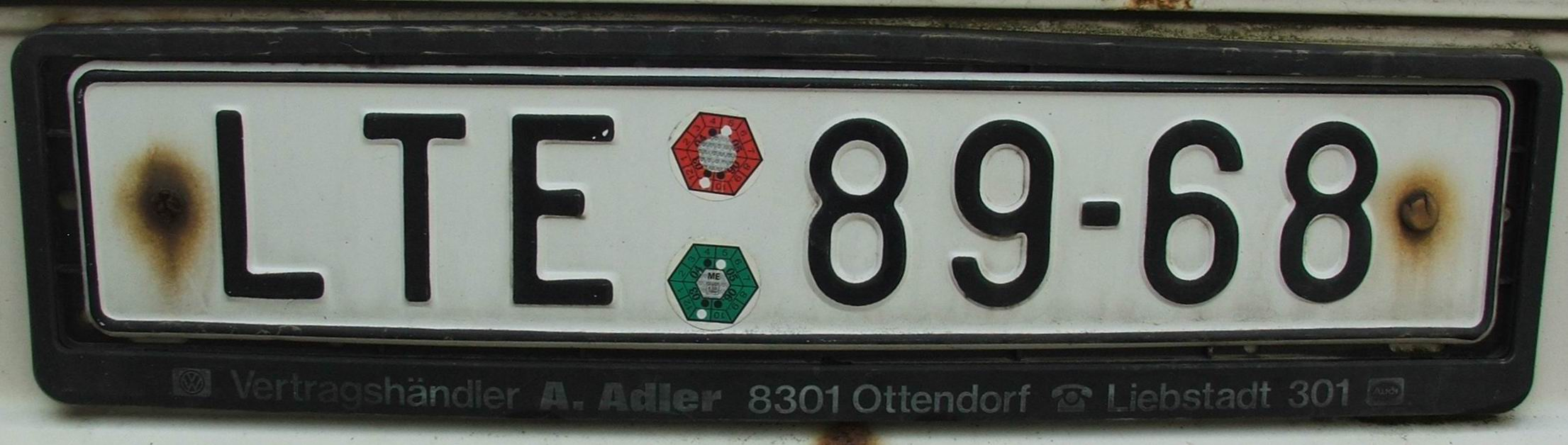
Version von 1986 bis 1994

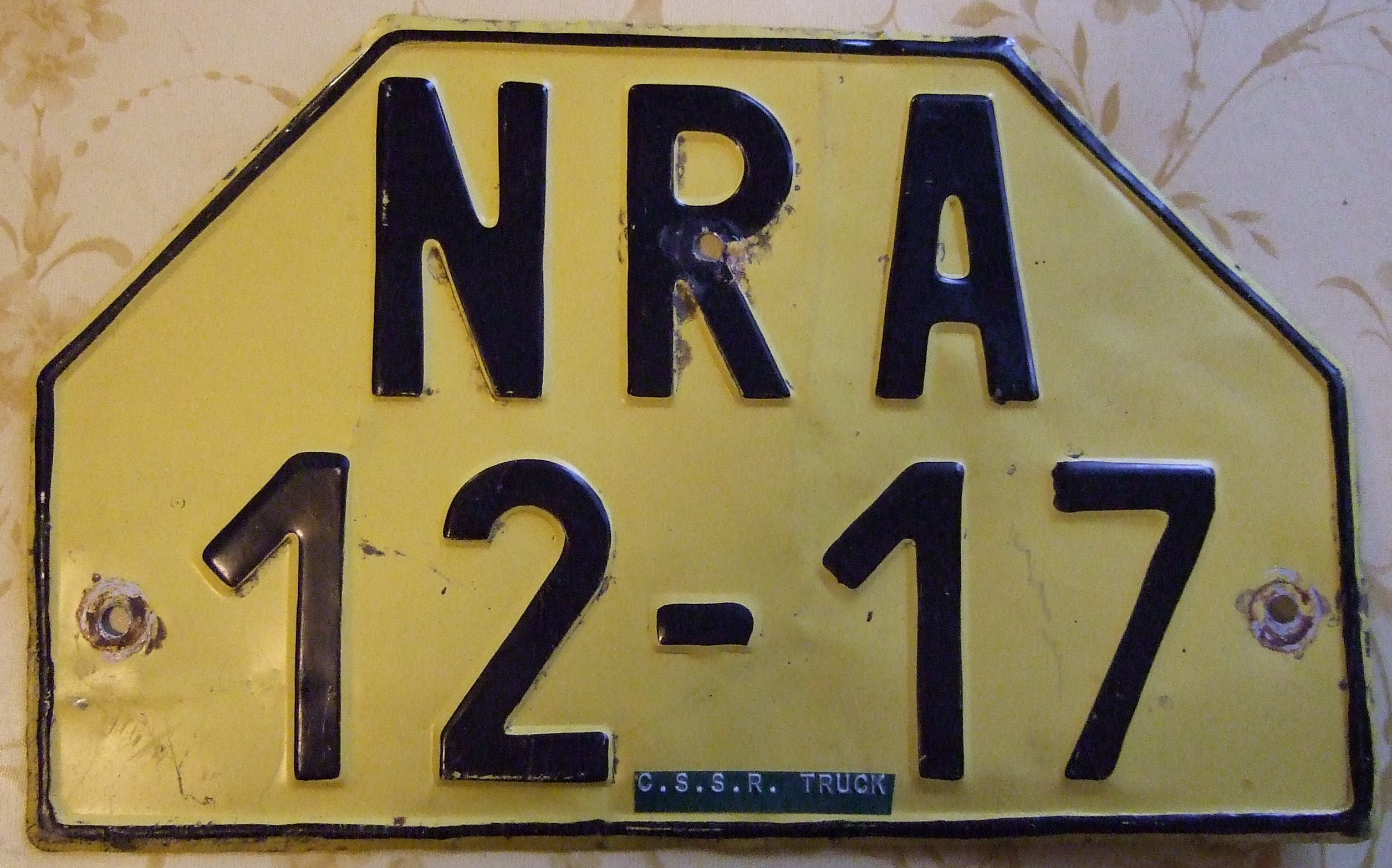
Hinteres Lkw-Kennzeichen mit abgeschrägten Ecken

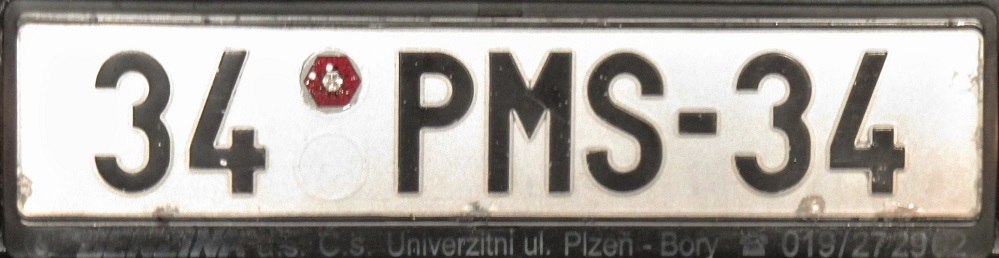
Anhänger-Kennzeichen (1994–2001)

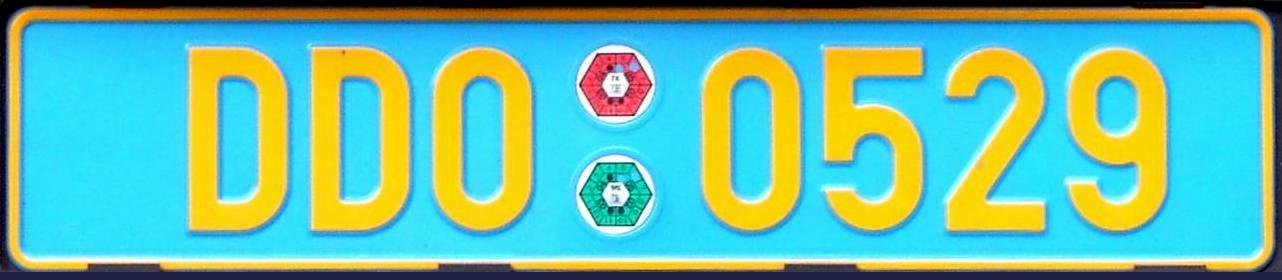
Diplomatisches Schild von 2001 bis 2004, DD = Diplomat

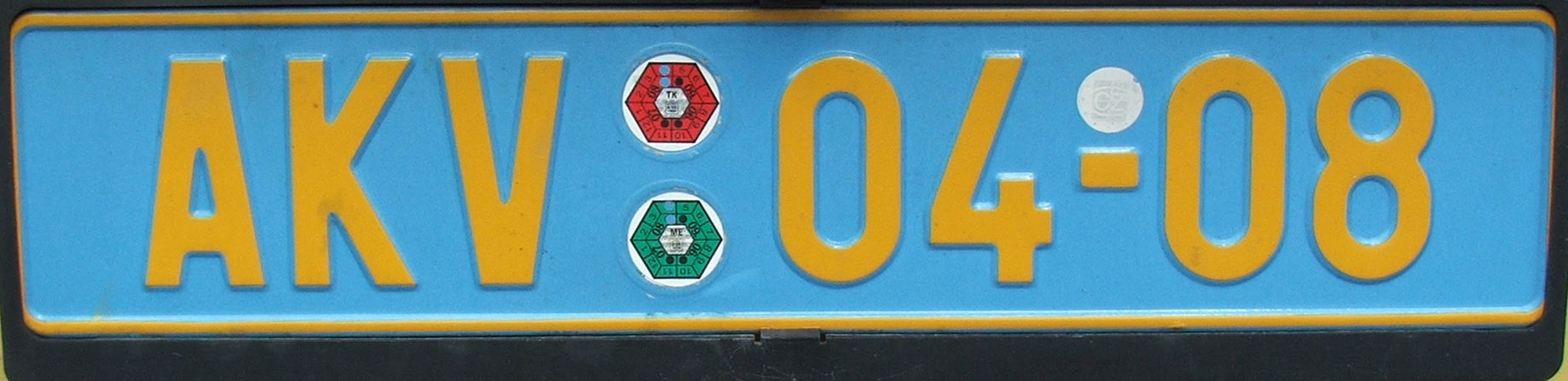
Kennzeichen für Ausländer, A = Prag

1960 wurde in der Tschechoslowakei ein Kennzeichensystem eingeführt, welches eine regionale Zuordnung anhand der Bezirke (tschech. Okres) erlaubte. 1986 wurde das Aussehen geringfügig verändert. Nach dem Zerfall der ČSFR 1993 wurde das System mit kleinen Änderungen weitergeführt. Die Slowakei führte 1997 ein eigenes System ein, Tschechien erst 2001. Tschechoslowakische Nummernschilder sind in der Tschechischen Republik nach wie vor gültig, während sie in der Slowakei seit 2005 nicht mehr verwendet werden dürfen.
Das Nationalitätszeichen der Tschechoslowakei lautete CS (inoffiziell auch ČS für tschechisch Československo) und wurde 1993 durch CZ und SK ersetzt.
Aufbau
Die Schilder begannen zunächst mit zwei bis drei Buchstaben, von denen die ersten beiden Lettern die Stadt bzw. den Landkreis bezeichneten. Eine Ausnahme bildet die Stadt Prag, deren Kennzeichen mit A beginnen. Es folgten zwei durch einen Bindestrich getrennte Zahlenpaare.

Kommerziell genutzte Fahrzeuge, d. h. hauptsächlich Lkw, erhielten gelbe Schilder. Ältere hintere Kennzeichen von Lkw und Zweirädern besaßen abgeschrägte obere Ecken.
Anhänger
Anhänger-Kennzeichen besaßen einen abweichenden Aufbau. Das Regionskürzel befand sich hier zwischen den beiden Ziffernpaaren.
blau-gelbe Schilder
Fahrzeuge von ausländischen Staatsangehörigen und diplomatischen Missionen bekamen blaue Nummernschilder mit gelber Schrift zugewiesen. Diplomatenkennzeichen begannen mit DD, während jene der ausländischen Staatsangehörigen das gewöhnliche regionale Kürzel zeigten. Jüngere Kennzeichen (nach 1994) zeigten einen wesentlich helleren Grund als frühere Versionen. Auch heute finden sich an vielen Fahrzeugen des diplomatischen Corps CD- bzw. CC-Aufkleber in blau-gelber Farbgebung.

Anfangs wurde auf beiden Schildertypen noch das jeweilige Herkunftsland kodiert, spätere Versionen weisen keinerlei Verschlüsselung mehr auf.

### Kürzel
Die Serien BI, CE und LI sind nur in gelb, d. h. für kommerziell genutzte Kfz genutzt worden.
Von den Serien PC und US sind Nachweise nur an Motorrädern bekannt.
Die Serien FI, KR und OM sind wahrscheinlich nie ausgegeben, sondern nur als Reserve vorgehalten worden.
| Kürzel | Okres                          | deutscher Name             |
| ------ | ------------------------------ | -------------------------- |
| А      | Praha                          | Prag                       |
| BE     | Beroun                         | Beraun                     |
| BI     | Brno-venkov                    | Brünn-Land                 |
| BK     | Blansko                        | Blanz                      |
| BM     | Brno-město                     | Brünn-Stadt                |
| BN     | Benešov                        | Beneschau                  |
| BO     | Brno-venkov                    | Brünn-Land                 |
| BR     | Bruntál                        | Freudenthal                |
| BS     | Brno-město                     | Brünn-Stadt                |
| BV     | Břeclav                        | Lundenburg                 |
| BZ     | Brno-město                     | Brünn-Stadt                |
| CB     | České Budějovice               | Budweis                    |
| CE     | České Budějovice               | Budweis                    |
| CH     | Cheb                           | Eger                       |
| CK     | Český Krumlov                  | Krumau                     |
| CL     | Česká Lípa                     | Böhmisch Leipa             |
| CR     | Chrudim                        |                            |
| CV     | Chomutov                       | Komotau                    |
| DC     | Děčín                          | Tetschen                   |
| DO     | Domažlice                      | Taus                       |
| FI     | Frýdek-Místek                  | Friedeck-Mistek            |
| FM     | Frýdek-Místek                  | Friedeck-Mistek            |
| GT     | Gottwaldov bis 1990, danach ZL |                            |
| GV     | Gottwaldov bis 1990, danach ZL |                            |
| HB     | Havlíčkův Brod                 | Deutschbrod                |
| HK     | Hradec Králové                 | Königgrätz                 |
| HO     | Hodonín                        | Göding                     |
| HR     | Hradec Králové                 | Königgrätz                 |
| JC     | Jičín                          | Jitschin                   |
| JE     | Jeseník ab 1996                | Freiwaldau                 |
| JI     | Jihlava                        | Iglau                      |
| JH     | Jindřichův Hradec              | Neuhaus                    |
| JN     | Jablonec nad Nisou             | Gablonz                    |
| KA     | Karviná                        | Karwin                     |
| KD     | Kladno                         | Kladen                     |
| KH     | Kutná Hora                     | Kuttenberg                 |
| KI     | Karviná                        | Karwin                     |
| KL     | Kladno                         | Kladen                     |
| KM     | Kroměříž                       | Kremsier                   |
| KO     | Kolín                          | Kolin                      |
| KR     | Karlovy Vary                   | Karlsbad                   |
| KT     | Klatovy                        | Klattau                    |
| KV     | Karlovy Vary                   | Karlsbad                   |
| LB     | Liberec                        | Reichenberg                |
| LI     | Liberec                        | Reichenberg                |
| LN     | Louny                          | Laun                       |
| LT     | Litoměřice                     | Leitmeritz                 |
| MB     | Mladá Boleslav                 | Jungbunzlau                |
| ME     | Mělník                         | Melnik                     |
| MO     | Most                           | Brüx                       |
| NA     | Náchod                         | Nachod                     |
| NB     | Nymburk                        | Nimburg                    |
| NJ     | Nový Jičín                     | Neutitschein               |
| OC     | Olomouc                        | Olmütz                     |
| OL     | Olomouc                        | Olmütz                     |
| OM     | Olomouc                        | Olmütz                     |
| OP     | Opava                          | Troppau                    |
| OS     | Ostrava-město                  | Ostrau-Stadt               |
| OT     | Ostrava-město                  | Ostrau-Stadt               |
| OV     | Ostrava-město                  | Ostrau-Stadt               |
| PA     | Pardubice                      | Pardubitz                  |
| PB     | Příbram                        | Pibrans                    |
| PC     | Praha-západ                    | Prag-West                  |
| PE     | Pelhřimov                      | Pilgrams                   |
| PH     | Praha-východ                   | Prag-Ost                   |
| PI     | Písek                          | Pisek                      |
| PJ     | Plzeň-jih                      | Pilsen-Süd                 |
| PM     | Plzeň-město                    | Pilsen-Stadt               |
| PN     | Plzeň-město                    | Pilsen-Stadt               |
| PR     | Přerov                         | Prerau                     |
| PS     | Plzeň-sever                    | Pilsen-Nord                |
| PT     | Prachatice                     | Prachatitz                 |
| PU     | Pardubice                      | Pardubitz                  |
| PV     | Prostějov                      | Proßnitz                   |
| PY     | Praha-východ                   | Prag-Ost                   |
| PZ     | Praha-západ                    | Prag-West                  |
| RA     | Rakovník                       | Rakonitz                   |
| RK     | Rychnov nad Kněžnou            | Reichenau an der Knieschna |
| RO     | Rokycany                       | Rokitzan                   |
| SM     | Semily                         | Semil                      |
| SO     | Sokolov                        | Falkenau an der Eger       |
| ST     | Strakonice                     | Strakonitz                 |
| SU     | Šumperk                        | Mährisch Schönberg         |
| SY     | Svitavy                        | Zwittau                    |
| TA     | Tábor                          | Tabor                      |
| TC     | Tachov                         | Tachau                     |
| TP     | Teplice                        | Teplitz                    |
| TR     | Třebíč                         | Trebitsch                  |
| TU     | Trutnov                        | Trautenau                  |
| UH     | Uherské Hradiště               | Ungarisch Hradisch         |
| UL     | Ústí nad Labem                 | Aussig                     |
| UO     | Ústí nad Orlicí                | Wildenschwert              |
| US     | Ústí nad Labem                 | Aussig                     |
| VS     | Vsetín                         | Wesetin                    |
| VY     | Vyškov                         | Wischau                    |
| ZL     | Zlín                           | Zlin                       |
| ZN     | Znojmo                         | Znaim                      |
| ZR     | Žďár nad Sázavou               | Saar                       |

## Frühere Systeme
Bis 1918 gehörte das heutige Tschechien zu Österreich-Ungarn und teilte mit Österreich das Kennzeichensystem. Die Tschechoslowakei behielt dieses System bis 1932 bei. 1932–1938/1939 und 1945–1953 gab es nur vier regionale Unterscheidungen, nämlich
Č für Böhmen, M für Mähren, P für Prag, außerdem S für die Slowakei und R für die Karpatoukraine. 1938/1939–1945 war Tschechien an das deutsche Kennzeichensystem angeschlossen.